# Ruth Beeckmans
Pour les articles homonymes, voir Beeckmans.
Ruth Beeckmans est une actrice, réalisatrice, productrice et scénariste belge née en 1982.

## Biographie
Elle obtient l'Ensor de la meilleure actrice en 2019 pour son rôle dans le film Trio.

## Filmographie

### Actrice

#### Cinéma
- 2008 : Loft : Anja
- 2012 : Alabama Monroe
- 2014 : W. - The Killer of Flanders Fields : Anita
- 2015 : Lee & Cindy C.
- 2015 : Safety First : The Movie : Ingrid Porrez
- 2018 : Rosie & Moussa : Mama Rosie
- 2019 : Trio : Lise
- 2020 : Bandits des Bois : Judoca

### Télévision
- 2005 : Het geslacht De Pauw
- 2011 : Code 37
- 2011 : Wat Als?
- 2013 : Safety First
- 2013 : Met Man en Macht
- 2014 : In Vlaamse Velden
- 2014 : Amateurs
- 2014 : De Ridder
- 2014 : Vriendinnen
- 2017 : Tabula Rasa
- 2017 : Ge Hadt Erbij Moeten Zijn
- 2018 : Samson en Gert
- 2018 : The Flemish Bandits : (2017)
- 2019 : Studio Tarara
- 2020 : The Masked Singer (VTM) : candidate, déguisée en singe
- 2022 : The Masked Singer (VTM) : membre du jury

### Réalisatrice

#### Cinéma
- 2019 : Trio

### Productrice

#### Cinéma
- 2019 : Trio

### Scénariste

#### Cinéma
- 2019 : Trio

## Théâtre
- 2013 : Duikvlucht